# Montpellier Hérault Sport Club Volley-Ball
Pour le club omnisports, voir Montpellier Université Club.
Maillots
Actualités
Dernière mise à jour : 30 septembre 2024.
Le Montpellier Hérault Sport Club Volley-Ball (MHSCVB) est un club de volley-ball français fondé en 1941 en tant que section volley-ball du Montpellier Université Club (MUC) et depuis 2021 celle du Montpellier Hérault Sport Club. Le club évolue actuellement en Ligue A du Championnat de France de volley-ball masculin, le plus haut niveau national.

## Historique
La section volley-ball du Montpellier Université Club (MUC) est créée en 1941 par de jeunes joueurs jusque-là adeptes du volley de plage.
Dès 1944, elle remporte le Championnat du Languedoc et le Championnat de France zone sud face à l'AS Cannes. Le MUC est battue en finale interzone par le Paris Université Club (0-3).
En 1946, les mucistes s'imposent face à l'équipe de France (3-1) en match amical au collège Légouvé, sur les bords du Verdanson.
L'année suivante, ils décrochent leur premier titre de Champion de France.
À cette époque, les matchs ont lieu en plein air, faute de salles adaptées (collège Legouvé, stade Sabathé, cité Benoît...).
L'équipe féminine n'est pas en reste et remporte sept titres entre 1949 et 1962.
Depuis 2011, Jean-Charles Caylar est le président du MVUC.  
En 2013-2014, le club voit l'arrivée de Philippe Blain comme entraineur (joueur historique du club, sélectionneur de l'équipe de France pendant 11 ans) ; il succède à Arnaud Josserand qui devient son adjoint.  
Avec l'arrivée de Philippe Blain, Louis Nicollin via le groupe Nicollin devient le sponsor officiel du club. 
À la fin de la saison, Philippe Blain devient le sélectionneur de l'équipe de Pologne et quitte le MVUC ; Loïc Le Marrec, passeur et capitaine de l'équipe depuis 2011 devient le nouvel entraineur.
Après 5 ans à la tête de l'équipe professionnelle, Loîc Le Marrec cède sa place à Olivier Lecat.
En 2021, Olivier Nicollin (PDG du Groupe Nicollin) reprend le Montpellier Castelnau Volley en devenant son actionnaire majoritaire et crée le Montpellier Hérault Sport Club Volley-ball, le Montpellier Hérault Sport Club qui devient donc un club omnisports.
C'est en 2022 que, le MHSC VB devient Champion de France avec pour entraineur Olivier Lecat qui partira l'année d'après, en 2023 pour laisser sa place à Lorenzo Tubertini.

## Palais des sports
A ses débuts, le MUC occupait le gymnase du Lycée Joffre. Entre 1977 et 2002 il jouait au vieux Palais des sports René Bougnol puis au Palais des Sports Pierre de Coubertin de Montpellier, dans le quartier des Hauts de Massane jusqu'en 2014.
Le club joue à présent au  Palais des Sports Jacques Chaban Delmas à Castelnau-le-Lez, dans la banlieue nord-est de Montpellier, où se situent le siège et les bureaux du club.

## Palmarès

### Équipe professionnelle masculine
- Championnat de France (8)
  - Champion : 1947, 1949, 1950, 1951, 1972, 1973, 1975, 2022
  - Vice-champion : 1943, 1969, 1970, 1971, 1976, 1977, 1979
  - Phase régulière : 1992 (2nd), 2021 et 2025 (leader du Championnat)
- Coupe de France
  - Finaliste : 2008, 2010
- Supercoupe de France (2)
  - Vainqueur : 2022, 2024
- Coupe d'Europe
  - Demi finaliste de la Coupe de la CEV 2021
  - ¼ de finaliste : 2018, 2023
- Champions League
  - 2023 : 5e de la Poule
- Challenge CUP
  - ¼ de finaliste 2020
- Coupe de France
  - Finaliste : 2024, 2025
  - ¼ de finale : 2022, 2023

### Elite Avenir
- Championnat de France :
  - 9e (2023)

### Équipe professionnelle féminine
- Championnat de France (7)
  - Championne : 1949, 1950, 1952, 1957, 1958, 1959, 1962

- Accession à la Nationale 1 en 2013,
- Accession à la Nationale 2 en 2012,
- Accession à la Nationale 3 en 2007.

### Espoirs M21
- 4èmes du championnat de France 2012, 2023
- Vice-champion de France en 2010,
- 3èmes du championnat de France en 2008,
- Champions de France en 2005 et 2006.

### Juniors
- Champions de France 2011,
- 4èmes du championnat de France en 2009 et 2008.

### Cadets
- Champions de France en 2007,
- Vice-champions de France en 2006

### Minimes
- 5èmes du championnat de France en 2012,
- 4èmes du championnat de France en 2011.

### Benjamins
- 3èmes du championnat de France en 2009.

## Historique du logo

Logo jusqu'à 2012
Logo de 2012 à 2015
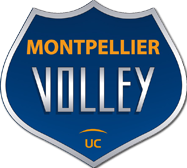
Logo entre 2015 et 2020
Logo entre 2020 et 2021

## Effectifs

### Entraîneurs
- 1965-1969 :  Uros Ribaric
- 1969-1972 :  Serge Bontoux
- 1972-1974 :  Mirko Lachman
- 1974-1979 :  Serge Bontoux
- 1979-1985 :  Bernard Johnson
- 1988-1990 : ex.youg Gordan Snadjer
- 1990-1991 :  Guy Digiantommaso
- 1991-1993 :  Michel Genson
- 1994-2002 :  Philippe Salvan
- 2002-2006 :  Christophe Patry
- 2006-2012 :  Arnaud Josserand
- 2012-2013 :  Jean-Marc Biasio puis Arnaud Josserand
- 2013-2014 :  Philippe Blain
- 2014-2016 :  Loïc Le Marrec
- 2016-2023 :  Olivier Lecat
- 2023-.........:  Lorenzo Tubertini

### Saison 2023-2024
| No                                     | Nom                                    | Date de naissance                      | Taille                       | Poids                        | Poste                        |
| -------------------------------------- | -------------------------------------- | -------------------------------------- | ---------------------------- | ---------------------------- | ---------------------------- |
| 2                                      | Denis Christiany                       | 24 octobre 2003                        | 193                          | {{{poids}}}                  | Réceptionneur-attaquant      |
| 3                                      | Amir Tizioualou                        | 31 décembre 2005                       | 197                          | {{{poids}}}                  | Passeur                      |
| 4                                      | Florent Quiot                          | 4 mars 2002                            | 185                          | {{{poids}}}                  | Libero                       |
| 5                                      | Moritz Reichert                        | 15 mars 1995                           | 195                          |                              | Réceptionneur-attaquant      |
| 6                                      | Danny Demyanenko                       | 16 mars 1995                           | 198                          |                              | Central                      |
| 7                                      | German Gomez                           | 19 avril 2002                          | 193                          |                              | Réceptionneur-attaquant      |
| 8                                      | Piele Halagahu                         | 19 mars 2001                           | 196                          |                              | Attaquant                    |
| 9                                      | Raphaël Corre                          | 21 novembre 1989                       | 196                          | {{{poids}}}                  | Passeur                      |
| 10                                     | Daniel Ruiz Posadas                    | 28 juin 1995                           | 191                          |                              | Libero                       |
| 11                                     | Joris Seddik                           | 1er avril 2006                         | 210                          |                              | Central                      |
| 12                                     | Nathan Spano                           | 3 juillet 2004                         | 193                          | {{{poids}}}                  | Réceptionneur-attaquant      |
| 13                                     | Ezequiel Palacios                      | 2 octobre 1992                         | 203                          |                              | Réceptionneur-attaquant      |
| 14                                     | Nicolas Le Goff                        | 15 février 1992                        | 207                          | {{{poids}}}                  | Central                      |
| 74                                     | Dimitar Dimitrov                       | 12 novembre 2000                       | 206                          | {{{poids}}}                  | Attaquant                    |
|                                        |                                        |                                        |                              |                              |                              |
| Encadrement technique                  | Encadrement technique                  |                                        | Légende                      | Légende                      | Légende                      |
| Entraîneur : Loïc Le Marrec            | Entraîneur : Loïc Le Marrec            | Entraîneur : Loïc Le Marrec            | : Capitaine                  | : Capitaine                  | : Capitaine                  |
| Entraîneur(s) adjoint(s) : Gautier Bru | Entraîneur(s) adjoint(s) : Gautier Bru | Entraîneur(s) adjoint(s) : Gautier Bru | : Joueur blessé actuellement | : Joueur blessé actuellement | : Joueur blessé actuellement |

### Saison 2022-2023
| No                                      | Nom                                     | Date de naissance                       | Taille                       | Poids                        | Poste                        |
| --------------------------------------- | --------------------------------------- | --------------------------------------- | ---------------------------- | ---------------------------- | ---------------------------- |
| 2                                       | Mathieu Vol                             | 26 mai 2001                             | 190                          | {{{poids}}}                  | Libero                       |
| 3                                       | Audric Taramini                         | 1er octobre 2002                        | 200                          | {{{poids}}}                  | Central                      |
| 4                                       | Leonardo Ferreira Do Nascimento         | 16 mars 1995                            | 201                          | {{{poids}}}                  | Réceptionneur-attaquant      |
| 5                                       | Renan Michelucci                        | 3 janvier 1994                          | 200                          |                              | Central                      |
| 6                                       | Danny Demyanenko                        | 16 mars 1995                            | 198                          |                              | Central                      |
| 7                                       | Thiago Veloso                           | 15 août 1993                            | 185                          |                              | Passeur                      |
| 8                                       | Piele Halagahu                          | 19 mars 2001                            | 196                          |                              | Attaquant                    |
| 9                                       | Marin Dukic                             | 7 septembre 2000                        | 192                          | {{{poids}}}                  | Réceptionneur-attaquant      |
| 11                                      | Théo Faure                              | 12 octobre 1999                         | 200                          |                              | Attaquant                    |
| 12                                      | Pépin Rajoharivelo                      | 18 janvier 2004                         | 185                          |                              | Passeur                      |
| 13                                      | Ezequiel Palacios                       | 2 octobre 1992                          | 203                          |                              | Réceptionneur-attaquant      |
| 14                                      | Nicolas Le Goff                         | 15 février 1992                         | 207                          | {{{poids}}}                  | Central                      |
| 18                                      | Kamil Baranek                           | 2 mai 1983                              | 198                          | {{{poids}}}                  | Réceptionneur-attaquant      |
| 19                                      | Sebastian Closter                       | 13 mai 1989                             | 180                          | {{{poids}}}                  | Libero                       |
| 20                                      | Julien Lecat                            | 14 mai 1999                             | 193                          | {{{poids}}}                  | Réceptionneur-attaquant      |
|                                         |                                         |                                         |                              |                              |                              |
| Encadrement technique                   | Encadrement technique                   |                                         | Légende                      | Légende                      | Légende                      |
| Entraîneur : Olivier Lecat              | Entraîneur : Olivier Lecat              | Entraîneur : Olivier Lecat              | : Capitaine                  | : Capitaine                  | : Capitaine                  |
| Entraîneur(s) adjoint(s) : Fabio Storti | Entraîneur(s) adjoint(s) : Fabio Storti | Entraîneur(s) adjoint(s) : Fabio Storti | : Joueur blessé actuellement | : Joueur blessé actuellement | : Joueur blessé actuellement |

### Saison 2021-2022
| No                                        | Nom                                       | Date de naissance                         | Taille                       | Poids                        | Poste                        |
| ----------------------------------------- | ----------------------------------------- | ----------------------------------------- | ---------------------------- | ---------------------------- | ---------------------------- |
| 1                                         | Javier Gonzalez                           | 21 janvier 1983                           | 194                          |                              | Passeur                      |
| 2                                         | Mathieu Vol                               | 26 mai 2001                               | 190                          |                              | Libero                       |
| 3                                         | Thomas Gill                               | 3 août 2000                               | 198                          |                              | Passeur                      |
| 6                                         | Danny Demyanenko                          | 13 juillet 1994                           | 198                          | {{{poids}}}                  |                              |
| 7                                         | Célestin Cardin                           | 23 octobre 1999                           | 197                          |                              | Attaquant                    |
| 8                                         | Julien Lyneel                             | 15 avril 1990                             | 192                          |                              | Réceptionneur-attaquant      |
| 9                                         | Simon Krajcovic                           | 28 juin 1996                              | 210                          |                              | Réceptionneur-attaquant      |
| 10                                        | Nicolas Lazo                              | 16 avril 1995                             | 193                          |                              | Réceptionneur-attaquant      |
| 11                                        | Faure Théo                                | 10 décembre 1999                          | 200                          | {{{poids}}}                  | Attaquant                    |
| 13                                        | Ezequiel Palacios                         | 2 octobre 1992                            | 203                          |                              | Réceptionneur-attaquant      |
| 14                                        | Nicolas Le Goff                           | 15 février 1992                           | 207                          |                              | Central                      |
| 16                                        | Alexis Gonzalez                           | 21 juillet 1981                           | 184                          |                              | Libero                       |
| 20                                        | Julien Lecat                              | 14 mai 1999                               | 191                          | {{{poids}}}                  | Réceptionneur-attaquant      |
|                                           |                                           |                                           |                              |                              |                              |
| Encadrement technique                     | Encadrement technique                     |                                           | Légende                      | Légende                      | Légende                      |
| Entraîneur : Olivier Lecat                | Entraîneur : Olivier Lecat                | Entraîneur : Olivier Lecat                | : Capitaine                  | : Capitaine                  | : Capitaine                  |
| Entraîneur(s) adjoint(s) : Loïc Le Marrec | Entraîneur(s) adjoint(s) : Loïc Le Marrec | Entraîneur(s) adjoint(s) : Loïc Le Marrec | : Joueur blessé actuellement | : Joueur blessé actuellement | : Joueur blessé actuellement |

### Saison 2020-2021
| No                                        | Nom                                       | Date de naissance                         | Taille                       | Poids                        | Poste                        |
| ----------------------------------------- | ----------------------------------------- | ----------------------------------------- | ---------------------------- | ---------------------------- | ---------------------------- |
| 1                                         | Javier Gonzalez                           | 21 janvier 1983                           | 194                          |                              | Passeur                      |
| 2                                         | Mathieu Vol                               | 26 mai 2001                               | 190                          |                              | Libero                       |
| 3                                         | Thomas Gill                               | 3 août 2000                               | 198                          |                              | Passeur                      |
| 4                                         | Kévin Kaba                                | 8 juin 1994                               | 204                          |                              | Central                      |
| 5                                         | Tom Bartuzel                              | 4 juin 2002                               | 178                          | {{{poids}}}                  | Passeur                      |
| 6                                         | Danny Demyanenko                          | 13 juillet 1994                           | 198                          | {{{poids}}}                  |                              |
| 8                                         | Joachim Panou                             | 27 août 1997                              | 197                          |                              | Réceptionneur-attaquant      |
| 9                                         | Nicolas Mendez                            | 2 novembre 1992                           | 191                          |                              | Réceptionneur-attaquant      |
| 10                                        | Ryan Sclater                              | 10 février 1994                           | 208                          |                              | Attaquant                    |
| 11                                        | Isaac Panou                               | 26 mars 2002                              | 198                          |                              | Attaquant                    |
| 12                                        | Quentin Grosnon                           | 28 octobre 2001                           | 182                          | {{{poids}}}                  | Libero                       |
| 13                                        | Ezequiel Palacios                         | 2 octobre 1992                            | 203                          |                              | Réceptionneur-attaquant      |
| 14                                        | Nicolas Le Goff                           | 15 février 1992                           | 207                          |                              | Central                      |
| 16                                        | Alexis Gonzalez                           | 21 juillet 1981                           | 184                          |                              | Libero                       |
| 18                                        | Romain Richand                            | 9 mai 2002                                | 188                          | {{{poids}}}                  | Passeur                      |
| 19                                        | Zahiane Quellec                           | 15 août 2001                              | 193                          | {{{poids}}}                  | Réceptionneur-attaquant      |
| 20                                        | Julien Lecat                              | 14 mai 1999                               | 193                          |                              | Réceptionneur-attaquant      |
|                                           |                                           |                                           |                              |                              |                              |
| Encadrement technique                     | Encadrement technique                     |                                           | Légende                      | Légende                      | Légende                      |
| Entraîneur : Olivier Lecat                | Entraîneur : Olivier Lecat                | Entraîneur : Olivier Lecat                | : Capitaine                  | : Capitaine                  | : Capitaine                  |
| Entraîneur(s) adjoint(s) : Paolo Zambolin | Entraîneur(s) adjoint(s) : Paolo Zambolin | Entraîneur(s) adjoint(s) : Paolo Zambolin | : Joueur blessé actuellement | : Joueur blessé actuellement | : Joueur blessé actuellement |

### Saison 2019-2020
| No                                    | Nom                                   | Date de naissance                     | Taille                       | Poids                        | Poste                        |
| ------------------------------------- | ------------------------------------- | ------------------------------------- | ---------------------------- | ---------------------------- | ---------------------------- |
| 1                                     | Javier Gonzalez                       | 21 janvier 1983                       | 194                          |                              | Passeur                      |
| 5                                     | Quentin Jouffroy                      | 5 juillet 1993                        | 203                          |                              | Central                      |
| 6                                     | Clément Diverchy                      | 6 avril 1998                          | 193                          |                              | Passeur                      |
| 7                                     | Théo Conré                            | 12 juin 1997                          | 192                          |                              | Réceptionneur-attaquant      |
| 8                                     | Joachim Panou                         | 27 août 1997                          | 197                          |                              | Réceptionneur-attaquant      |
| 9                                     | Nicolas Mendez                        | 2 novembre 1992                       | 191                          |                              | Réceptionneur-attaquant      |
| 10                                    | Ryan Sclater                          | 10 février 1994                       | 208                          |                              | Attaquant                    |
| 11                                    | Fynnian Mc Carthy                     | 4 décembre 1999                       | 203                          |                              | Central                      |
| 12                                    | Quentin Grosnon                       | 28 octobre 2001                       | 182                          | {{{poids}}}                  | Libero                       |
| 14                                    | Benjamin Diez                         | 4 avril 1998                          | 183                          |                              | Libero                       |
| 17                                    | Nicolas Bernard                       | 12 mars 1995                          | 205                          |                              | Central                      |
| 19                                    | Muhajlo Stankovic                     | 5 juin 1993                           | 200                          |                              | Réceptionneur-attaquant      |
| 20                                    | Julien Lecat                          | 14 mai 1999                           | 193                          |                              | Réceptionneur-attaquant      |
|                                       |                                       |                                       |                              |                              |                              |
| Encadrement technique                 | Encadrement technique                 |                                       | Légende                      | Légende                      | Légende                      |
| Entraîneur : Olivier Lecat            | Entraîneur : Olivier Lecat            | Entraîneur : Olivier Lecat            | : Capitaine                  | : Capitaine                  | : Capitaine                  |
| Entraîneur(s) adjoint(s) : Romain Guy | Entraîneur(s) adjoint(s) : Romain Guy | Entraîneur(s) adjoint(s) : Romain Guy | : Joueur blessé actuellement | : Joueur blessé actuellement | : Joueur blessé actuellement |

### Saison 2018-2019
| No                                    | Nom                                   | Date de naissance                     | Taille                       | Poids                        | Poste                        |
| ------------------------------------- | ------------------------------------- | ------------------------------------- | ---------------------------- | ---------------------------- | ---------------------------- |
| 1                                     | Javier Gonzalez                       | 21 janvier 1983                       | 194                          |                              | Passeur                      |
| 2                                     | Corentin Phelut                       | 22 juin 2000                          | 181                          |                              | Passeur                      |
| 3                                     | Rémy Bassereau                        | 26 février 1999                       | 194                          |                              | Réceptionneur-attaquant      |
| 4                                     | Kévin Kaba                            | 8 juin 1994                           | 205                          |                              | Central                      |
| 5                                     | Quentin Jouffroy                      | 5 juillet 1993                        | 203                          |                              | Central                      |
| 6                                     | Clément Diverchy                      | 6 avril 1998                          | 193                          |                              | Passeur                      |
| 7                                     | Théo Conré                            | 12 juin 1997                          | 192                          |                              | Réceptionneur-attaquant      |
| 8                                     | Alezey Nalobin                        | 3 octobre 1989                        | 205                          |                              | Central                      |
| 9                                     | Jean Patry                            | 27 décembre 1996                      | 208                          |                              | Attaquant                    |
| 10                                    | Maxime Hervoir                        | 24 février 1995                       | 193                          |                              | Réceptionneur-attaquant      |
| 11                                    | Fynnian Mc Carthy                     | 4 décembre 1999                       | 203                          |                              | Central                      |
| 14                                    | Benjamin Diez                         | 4 avril 1998                          | 183                          |                              | Libero                       |
| 15                                    | Thiago Sens                           | 2 juillet 1985                        | 198                          |                              | Réceptionneur-attaquant      |
| 16                                    | Levi Cabral                           | 16 mai 1989                           | 198                          |                              | Réceptionneur-attaquant      |
| 18                                    | Quentin Passet                        | 14 août 2000                          | 184                          | {{{poids}}}                  | Réceptionneur-attaquant      |
| 20                                    | Julien Lecat                          | 14 mai 1999                           | 193                          |                              | Réceptionneur-attaquant      |
|                                       |                                       |                                       |                              |                              |                              |
| Encadrement technique                 | Encadrement technique                 |                                       | Légende                      | Légende                      | Légende                      |
| Entraîneur : Olivier Lecat            | Entraîneur : Olivier Lecat            | Entraîneur : Olivier Lecat            | : Capitaine                  | : Capitaine                  | : Capitaine                  |
| Entraîneur(s) adjoint(s) : Romain Guy | Entraîneur(s) adjoint(s) : Romain Guy | Entraîneur(s) adjoint(s) : Romain Guy | : Joueur blessé actuellement | : Joueur blessé actuellement | : Joueur blessé actuellement |

### Saison 2017-2018
| No                                    | Nom                                   | Date de naissance                     | Taille                       | Poids                        | Poste                        |
| ------------------------------------- | ------------------------------------- | ------------------------------------- | ---------------------------- | ---------------------------- | ---------------------------- |
| 1                                     | Andrii Diachkov                       | 28 avril 1985                         | 202                          |                              | Réceptionneur-attaquant      |
| 2                                     | Clément Diverchy                      | 6 avril 1998                          | 193                          |                              | Passeur                      |
| 3                                     | Hugo Caporiondo                       | 11 janvier 1995                       | 189                          |                              | Passeur                      |
| 4                                     | Kévin Kaba                            | 8 juin 1994                           | 205                          |                              | Central                      |
| 6                                     | Andri Aganits                         | 7 septembre 1993                      | 207                          |                              | Central                      |
| 7                                     | Gustavo Delgado                       | 21 janvier 1986                       | 193                          |                              | Réceptionneur-attaquant      |
| 8                                     | Davide Saitta                         | 23 juin 1987                          | 187                          |                              | Passeur                      |
| 9                                     | Jean Patry                            | 27 décembre 1996                      | 208                          |                              | Attaquant                    |
| 11                                    | Joachim Panou                         | 27 août 1997                          | 197                          |                              | Attaquant                    |
| 12                                    | Léo Chevalier                         | 11 janvier 1997                       | 193                          |                              | Réceptionneur-attaquant      |
| 13                                    | Daryl Bultor                          | 17 novembre 1995                      | 197                          |                              | Central                      |
| 14                                    | Rémi Bassereau                        | 26 février 1999                       | 194                          |                              | Réceptionneur-attaquant      |
| 15                                    | Thiago Sens                           | 2 juillet 1985                        | 198                          |                              |                              |
| 16                                    | Ludovic Duée                          | 3 juin 1991                           | 192                          |                              | Libero                       |
| 18                                    | Damien Barry                          | 5 décembre 1997                       | 193                          |                              | Central                      |
| 19                                    | Nadir Douib                           | 19 juin 1996                          | 181                          |                              | Libero                       |
| 20                                    | Julien Lecat                          | 14 mai 1999                           | 191                          |                              | Réceptionneur-attaquant      |
|                                       |                                       |                                       |                              |                              |                              |
| Encadrement technique                 | Encadrement technique                 |                                       | Légende                      | Légende                      | Légende                      |
| Entraîneur : Olivier Lecat            | Entraîneur : Olivier Lecat            | Entraîneur : Olivier Lecat            | : Capitaine                  | : Capitaine                  | : Capitaine                  |
| Entraîneur(s) adjoint(s) : Romain Guy | Entraîneur(s) adjoint(s) : Romain Guy | Entraîneur(s) adjoint(s) : Romain Guy | : Joueur blessé actuellement | : Joueur blessé actuellement | : Joueur blessé actuellement |

## Bilan saison par saison
| Saison    | Division | Rang                   | Play-Off          | Coupe de France | Coupe d'Europe          |
| --------- | -------- | ---------------------- | ----------------- | --------------- | ----------------------- |
| 1965/1966 | N1       | 7e poule Sud (relégué) |                   | -               | -                       |
| 1966/1967 | N2       | ? (promu)              |                   | 1er             | -                       |
| 1967/1968 | N1       | 4e                     |                   | -               | -                       |
| 1968/1969 | N1       | 2e                     |                   | -               | -                       |
| 1969/1970 | N1       | 2e                     |                   | -               | -                       |
| 1970/1971 | N1       | 2e                     |                   | -               | -                       |
| 1971/1972 | N1       | 1er (Champion)         |                   | -               | -                       |
| 1972/1973 | N1       | 1er (Champion)         |                   | -               | 1/8 Coupe des Champions |
| 1973/1974 | N1       | 4e                     |                   | -               | 1/8 Coupe des Champions |
| 1974/1975 | N1       | 1er (Champion)         |                   | -               | -                       |
| 1975/1976 | N1       | 2e                     |                   | -               | 1/8 Coupe des Champions |
| 1976/1977 | N1       | 2e                     |                   | -               | 1/8 Coupe des Coupes    |
| 1977/1978 | N1       | 5e                     |                   | -               | 1/8 Coupe des Coupes    |
| 1978/1979 | N1       | 2e                     |                   | -               | -                       |
| 1979/1980 | N1       | 5e                     |                   | -               | 1/8 Coupe des Coupes    |
| 1980/1981 | N1       | 9e (relégué)           |                   | -               | -                       |
| 1981/1982 | N2       | ? (promu)              |                   | -               | -                       |
| 1982/1983 | N1       | ?                      |                   | ?               | -                       |
| 1983/1984 | N1A      | 4e                     |                   | ?               | -                       |
| 1984/1985 | N1A      | 3e                     |                   | ?               | -                       |
| 1985/1986 | N1A      | 4e                     |                   | ?               | 1/4 Coupe CEV           |
| 1986/1987 | N1A      | 4e                     |                   | ?               | 1/4 Coupe CEV           |
| 1987/1988 | N1A      | 7e                     |                   | ?               | 3e Coupe CEV            |
| 1988/1989 | N1A      | 3e                     |                   | ?               | -                       |
| 1989/1990 | N1A      | 7e                     |                   | ?               | 1/8 Coupe CEV           |
| 1990/1991 | N1A      | 4e                     |                   | ?               | -                       |
| 1991/1992 | N1A      | 2e                     |                   | ?               | 1/4 Coupe CEV           |
| 1992/1993 | N1A      | 4e                     | Tour préliminaire | ?               | 1/4 Coupe CEV           |
| 1993/1994 | N1A      | 6e                     | 1/4               | ?               | -                       |
| 1994/1995 | N1A      | 8e                     |                   | ?               | -                       |
| 1995/1996 | N1A      | 5e                     |                   | ?               | -                       |
| 1996/1997 | Pro A    | 3e                     |                   | ?               | -                       |
| 1997/1998 | Pro A    | 5e                     |                   | ?               | 1/8 Coupe CEV           |
| 1998/1999 | Pro A    | 7e                     | 1/4               | ?               | 1/8 Coupe CEV           |
| 1999/2000 | Pro A    | 9e                     | Tour préliminaire | 6e tour         | -                       |
| 2000/2001 | Pro A    | 5e                     | 1/4               | 1/4             | -                       |
| 2001/2002 | Pro A    | 7e                     | 1/4               | 1/2             | Coupe CEV               |
| 2002/2003 | Pro A    | 5e                     |                   | 1/4             | -                       |
| 2003/2004 | Pro A    | 7e                     | 1/4               | 1/2             | -                       |
| 2004/2005 | Pro A    | 10e                    |                   | 1/4             | -                       |
| 2005/2006 | Pro A    | 10e                    |                   | 1er tour        | -                       |
| 2006/2007 | Pro A    | 8e                     |                   | 1/8             | -                       |
| 2007/2008 | Pro A    | 7e                     |                   | Finaliste       | -                       |
| 2008/2009 | Pro A    | 4e                     | 1/2               | 1/8             | -                       |
| 2009/2010 | Ligue A  | 12e                    |                   | Finaliste       | 1/8 Coupe CEV           |
| 2010/2011 | Ligue A  | 8e                     | 1/4               | 1/4             | -                       |
| 2011/2012 | Ligue A  | 9e                     |                   | 1/8             | -                       |
| 2012/2013 | Ligue A  | 12e                    |                   | 1/4             | -                       |
| 2013/2014 | Ligue A  | 12e                    |                   | 1/8             | -                       |
| 2014/2015 | Ligue A  | 11e                    |                   | 1/16            | -                       |
| 2015/2016 | Ligue A  | 11e                    |                   | 1/4             | -                       |
| 2016/2017 | Ligue A  | 5e                     | 1/4               | 1/2             | -                       |
| 2017/2018 | Ligue A  | 6e                     | 1/4               | 1/8             | 1/4 Coupe CEV           |
| 2018/2019 | Ligue A  | 3e                     | 1/4               |                 |                         |
| 2019/2020 | Ligue A  | 2e                     | COVID             |                 | 1/4 de finale           |
| 2020/2021 | Ligue A  | 1er                    | 1/2               |                 | 1/2 finale              |
| 2021/2022 | Ligue A  | 2e                     | 1er               | 1/4             | 1/8 (forfait)           |

## Président
- 1962 - 1983 :  Jean Blain[8]
- 1983 - 1996 :  Jean-François Tarbouriech
- 1996 - 2002 :  Jean-Jacques Surjus
- 2002 - 2011 :  Jean-Pierre Brachard
- 2011 - ...  :  Jean-Charles Caylar[9]